# دانیل عربید
دانیل عربید (فرانسوی: Danielle Arbid‎؛ زاده ۲۶ آوریل ۱۹۷۰) کارگردان و بازیگر لبنانی‌تبار فرانسوی است. او در جریان جنگ داخلی لبنان در سال ۱۹۸۷ لبنان را ترک و در فرانسه ساکن شد. فیلم‌های بلند و مستند او در بسیاری از جشنواره‌های هنری بین‌المللی شرکت کرده و جوایز بسیاری را کسب کرده‌است. عربید در فرانسه به عنوان یک کارگردان فرانسوی شناخته می‌شود. او در میان نسلی از کارگردانان لبنانی از جمله نادین لبکی، جوسلین صعب، لیلا عساف، لارا صبا و دیگران در شکل‌گیری انقلاب سینمایی زنان در لبنان در اواسط دهه نود مشارکت داشت. او فیلم‌های داستانی و مستند خود را در چندین جشنواره بین‌المللی به‌ویژه جشنواره فیلم کن، سن‌سباستین، لوکارنو و بوسان ارائه کرد و آثارش در غرب مورد استقبال رسانه‌ها قرار گرفت. فیلم هتل بیروت او در سال ۲۰۱۱ نامزد دریافت پلنگ طلایی جشنواره فیلم لوکارنو شد.